# Paratrichius jansoni
Paratrichius jansoni är en skalbaggsart som beskrevs av Raffaello Gestro 1891. Paratrichius jansoni ingår i släktet Paratrichius och familjen Cetoniidae. Inga underarter finns listade i Catalogue of Life.